# Jungfraujoch
Le Jungfraujoch est un col entre le Mönch et la Jungfrau dans les Alpes bernoises sur la frontière entre les cantons de Berne et du Valais. C'est le point le plus bas sur l'arête entre le Mönch et la Jungfrau, à 3 463 mètres d'altitude. Il est situé dans le site naturel des Alpes suisses Jungfrau-Aletsch inscrit au Patrimoine mondial de l'UNESCO depuis 2001.
Il est souvent appelé le « toit de l'Europe » dans les guides touristiques et comprend la station de chemin de fer la plus haute d'Europe. Il héberge également un laboratoire scientifique de haute altitude, ainsi que plusieurs attractions touristiques. L'observatoire du Sphinx, situé sur un éperon rocheux à l'est du col, est le symbole généralement associée au Jungfraujoch ; il propose une plate-forme d'observation ouverte au public ainsi qu'un observatoire scientifique.
Le Jungfraujoch est l'un des lieux touristiques les plus visités de Suisse ; entre 2017 et 2019, plus d'un million de personnes s'y est rendu chaque année.

## Histoire
La première traversée du col a été effectuée en juillet 1862 par Leslie Stephen, F. J. Hardy, H. B. George, MM. Liveing, A. W. Moore et Morgan, avec les guides Christian Almer, Christian et Peter Michel, Ulrich Kaufmann, P. Baumann et C. Bohren.
L'idée de créer une ligne de train conduisant au Jungfraujoch a été proposée en 1893 par l'industriel zürichois Adolf Guyer-Zeller. Les travaux débutèrent en 1896, et furent terminés en 1912. Une « maison de tourisme » ouvre en même temps, proposant à l'époque le plus haut restaurant d'Europe, et en 1924, le Berghaus Jungfrauch offre 18 chambres pour les touristes.

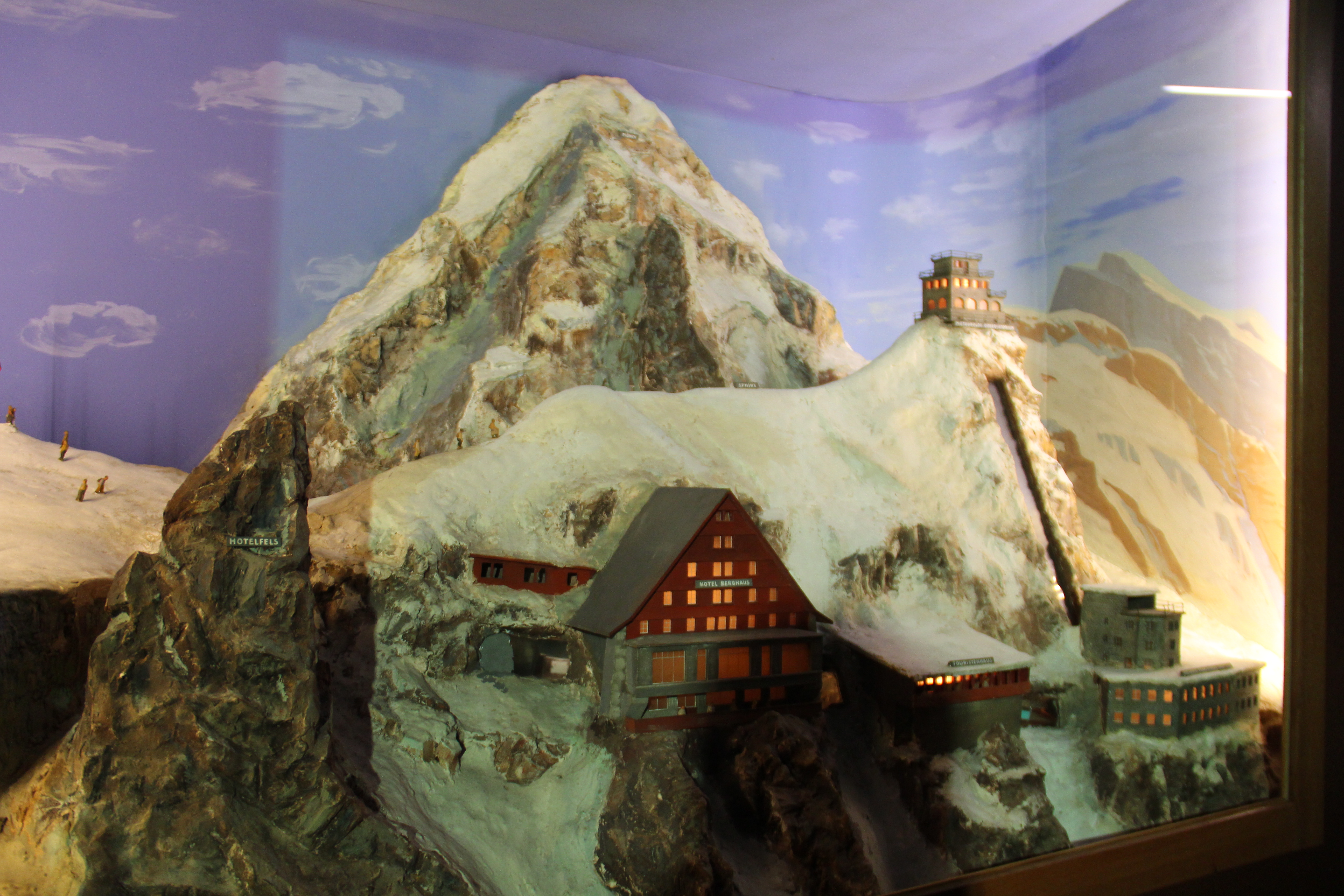
Une maquette présentant les bâtiments au Jungfraujoch avant 1950.

Le météorologue et explorateur Alfred de Quervain est l'un des initiateurs de la création d'une station de recherche au Jungfraujoch. Dans les années 1920, plusieurs observations scientifiques ont lieu depuis le Jungfraujoch. Un pavillon météorologique est construit en 1926 sur le glacier, et diverses observations astronomiques sont également effectuées. Sous l'impulsion du physiologiste Walter Rudolf Hess, la Fondation pour la station scientifique du Jungfraujoch (aujourd'hui Fondation pour les stations scientifiques du Jungfraujoch et du Gornergrat) est créée en 1930, et la station de recherche du Jungfraujoch est inaugurée en 1931. L'observatoire du Sphinx est terminé en 1937, et la première coupole astronomique est installée sur son toit en 1950.
Le 21 octobre 1972, un incendie détruit, sans faire de blessés, l'intégralité du restaurant et de l'hôtel, mais épargne la gare et la station de recherche. Les chemins de fer de la Jungfrau organisent un concours pour concevoir un nouveau bâtiment ; c'est le projet « Top of Europe » de l'architecte Ernst E. Anderegg qui est choisi, et qui est inauguré en 1987.
Après l'incendie, il est décidé de ne pas recréer un hôtel au Jungfraujoch ; pour cette raison, une coopérative formée de guides construit en 1978 la cabane de Mönchsjochhütte, accessible en marchant depuis le Jungfraujoch.
En décembre 2020, un nouveau téléphérique est inauguré, l'« Eiger Express », qui relie Grindelwald à la gare d'Eigergletscher, réduisant ainsi le temps de parcours entre le village et le Jungfraujoch.

## Géographie
Le Jungfraujoch est le point le plus bas sur l'arête entre le Mönch et la Jungfrau, dans les Alpes bernoises à 3 463 mètres d'altitude. Il est situé sur les communes de Lauterbrunnen (canton de Berne) et de Fieschertal (canton du Valais), mais quasiment tous les bâtiments (et en particulier la gare, le complexe touristique et l'observatoire du Sphinx) sont à Fieschertal, du côté valaisan.
L'arête entre le Mönch et la Jungfrau, sur laquelle est située le Jungfraujoch, est une importante ligne de partage des eaux. Au nord, les eaux sont collectées par la Lütschine, qui se jette ensuite dans l'Aar puis dans le Rhin ; au sud, les eaux (principalement issues de la fonte du glacier d'Aletsch) sont collectées par rivière Massa, qui se jette dans le Rhône.

## La gare du Jungfraujoch
La gare terminale du chemin de fer de la Jungfrau (Jungfraubahn) est située en dessous du col, à l'intérieur de la montagne. Avec une altitude de 3 454 mètres, c'est la plus haute station de chemin de fer en Europe.
La ligne de train à crémaillère raccorde la gare du Jungfraujoch à la gare de la Kleine Scheidegg. De là, deux autres lignes de train partent vers Grindelwald et Lauterbrunnen, d'où le voyageur peut rejoindre le reste du réseau ferroviaire suisse.
La ligne est longue de 9,3 km, dont 7,1 km sont souterrains, creusés sous l'Eiger et le Mönch. Elle passe par les gares d'Eigergletscher, Eigerwand et Eismeer avant d'arriver au terminus du Jungfraujoch. Dans le projet original, un tronçon supplémentaire devait ensuite mener jusqu'à la Jungfrau, mais il ne fut pas réalisé, par manque de financement.
Depuis décembre 2020, la ligne est également raccordée au village de Grindelwald via le nouveau téléphérique « Eiger Express » qui arrive à la gare d'Eigergletscher.

## L'observatoire du Sphinx

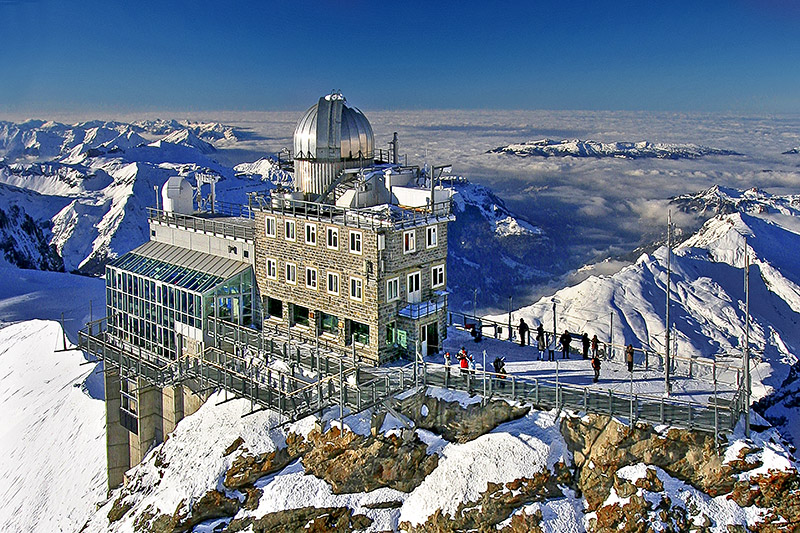
L'observatoire du Sphinx.

Le Sphinx, un éperon rocheux culminant à 3 571 mètres, est situé à l'est du Jungfraujoch, du côté valaisan dominant le grand glacier d'Aletsch. Un ascenseur conduit au sommet du Sphinx, où sont situés une plate-forme d'observation ainsi que des locaux scientifiques gérés par la Fondation pour les Stations Scientifiques du Jungfraujoch et du Gornergrat. Les locaux incluent une coupole astronomique (contenant un téléscope de 76 cm qui n'est plus utilisé), deux petits et deux grands laboratoires, un atelier, deux terrasses et une station météorologique.
On y trouve en particulier un laboratoire de l'université de Liège établi en 1950, une station de recherche atmosphérique du Global Atmosphere Watch et du Network for the Detection of the Atmospheric Composition Change.

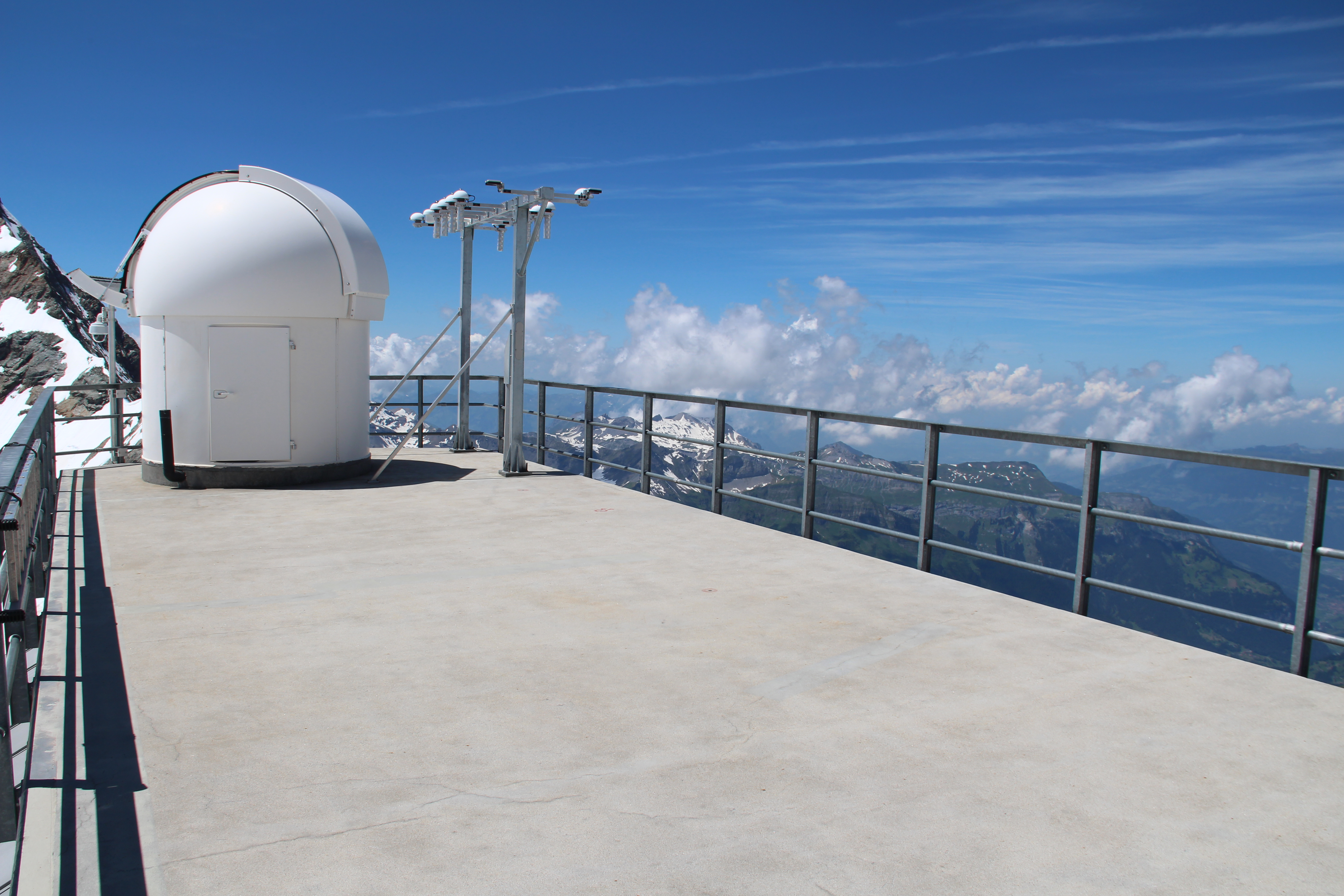
La plate-forme d'observation (fermée au public).
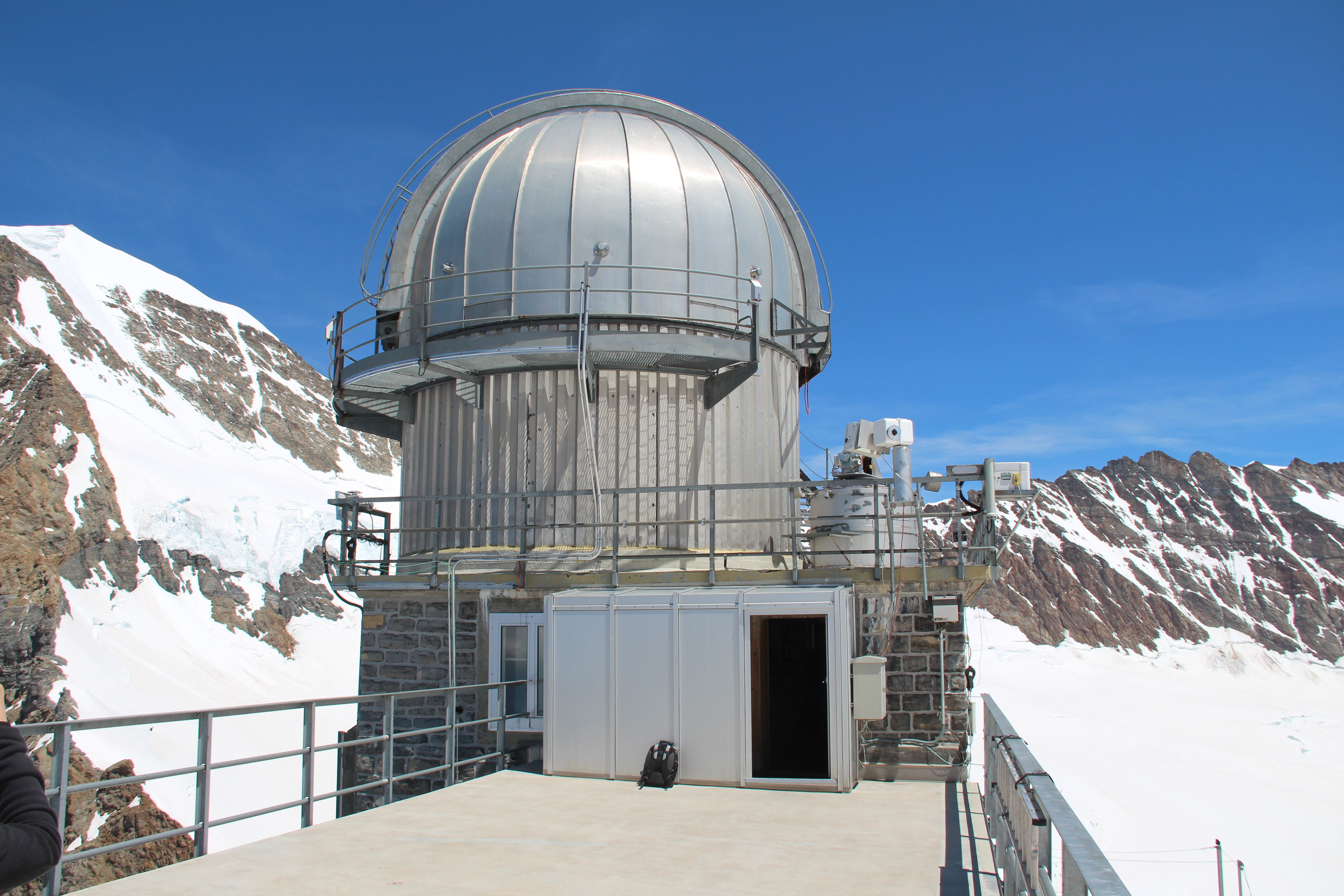
La coupole astronomique.
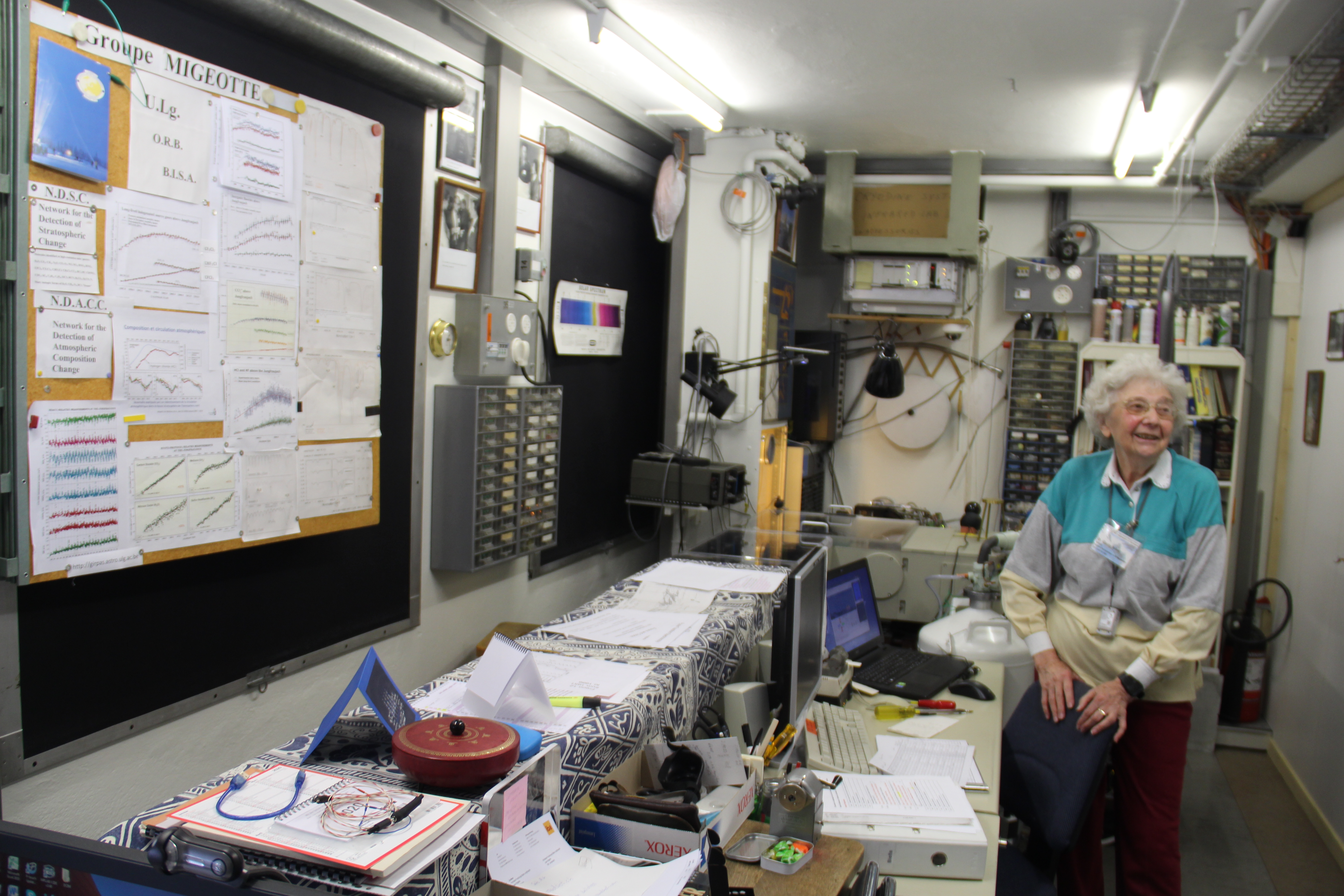
Un des laboratoires de l'observatoire, occupé par la physicienne Ginette Roland.

## La station de recherche de haute altitude
La station de recherche, construite en 1931, appartient à la Fondation pour les stations scientifiques du Jungfraujoch et du Gornergrat. Elle comprend cinq laboratoires, un atelier de mécanique, une bibliothèque, une salle à manger et de loisirs, une cuisine, dix chambres, deux salles de bain et un appartement pour les gardiens. Les chambres de la station de recherche ne sont destinées qu'aux chercheurs et aux employés ; aucun hébergement n'est proposé au public au Jungfraujoch. La station est gérée par deux couples de gardiens qui se relaient régulièrement et s'ocupent à la fois de l'entretien et d'effectuer des mesures scientifiques.
Environ 25 équipes de chercheurs utilisent chaque année la station de recherche. Les sujets étudiés depuis l'ouverture de la station incluent la météorologie, la glaciologie, la physiologie et la médecine d'altitude, l'astronomie, l'astrophysique et l'étude du rayonnement cosmique. De nos jours, elles se concentrent sur les questions interdisciplinaires liées à l'environnement et au climat,.
En 2019, la station de recherche reçoit le titre de site historique de la physique, décerné par la Société européenne de physique, ainsi que celui de site historique de la chimie, décerné par l'Académie suisse des sciences naturelles (SCNAT).

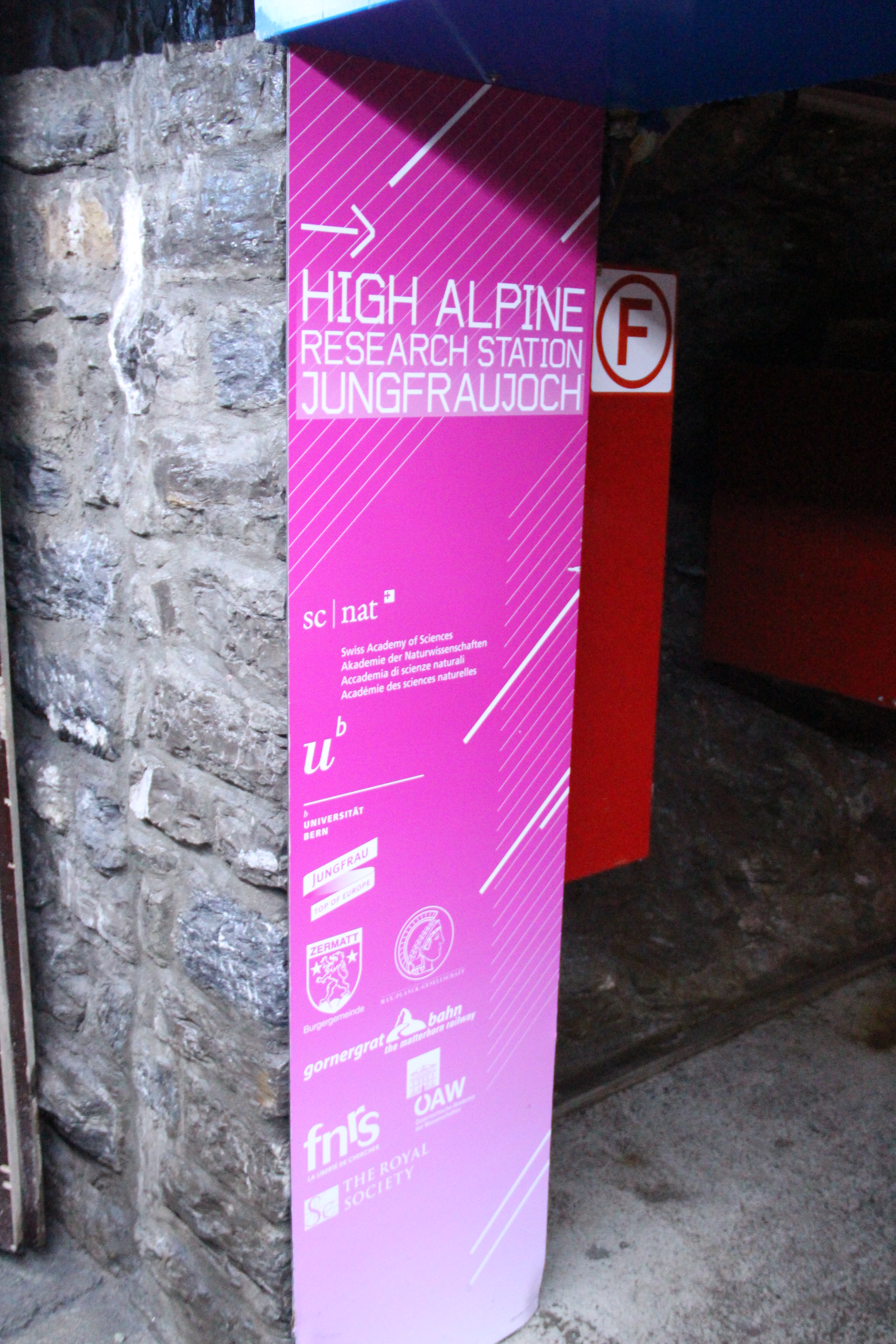
L'entrée de la station de recherche.
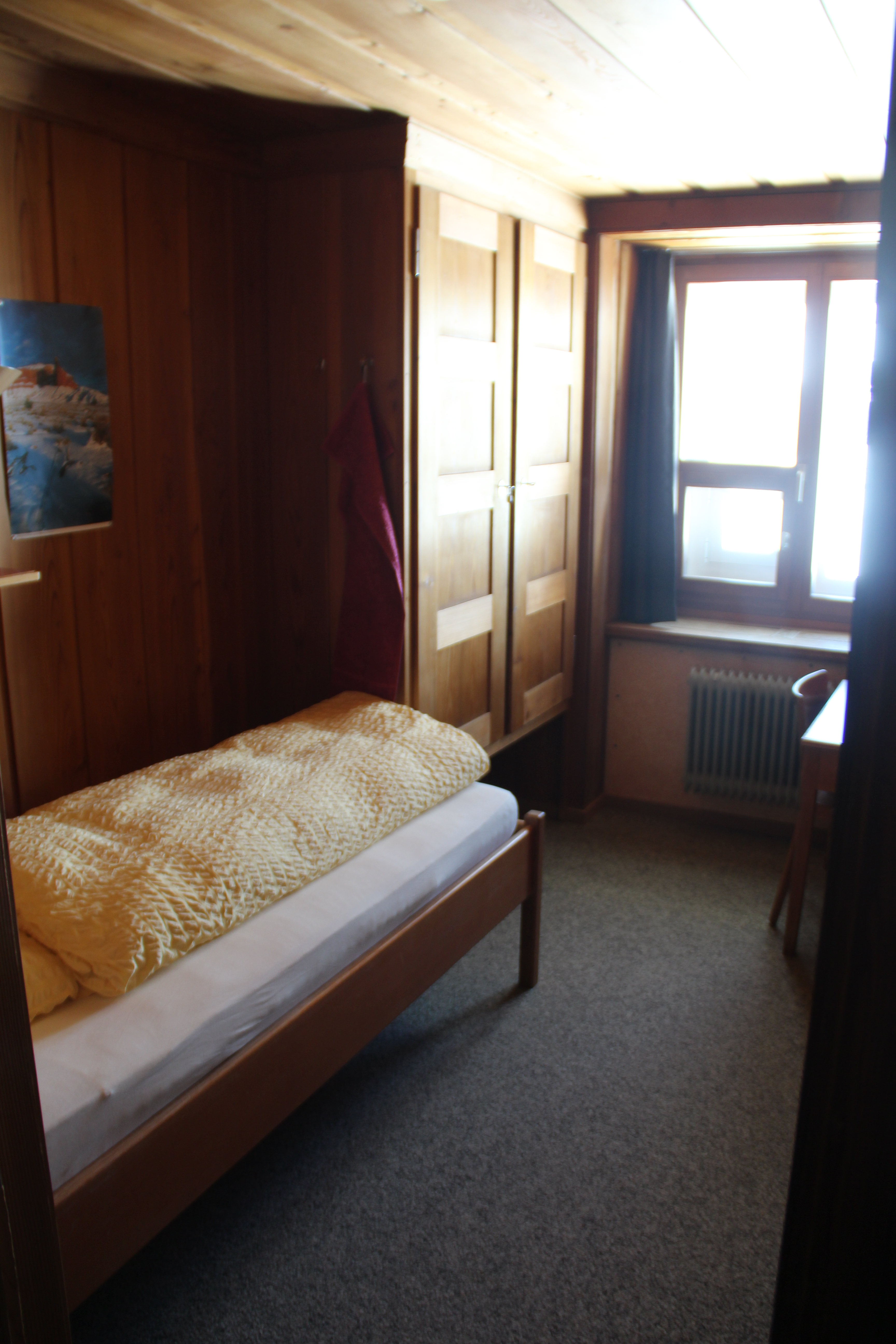
Une des chambres de la station de recherche.
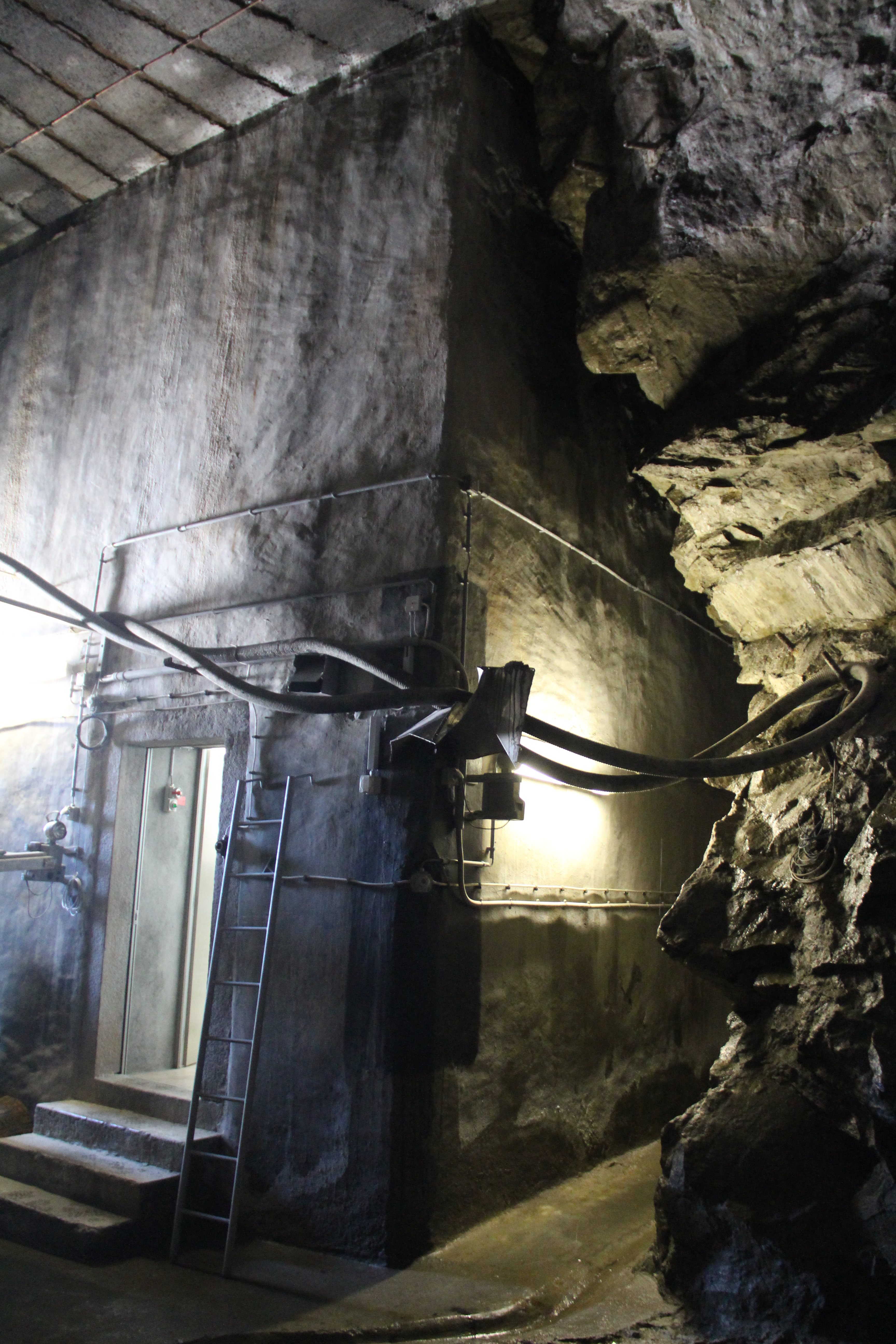
Les murs de la station de recherche à l'intérieur de la montagne.

## Station relais radio

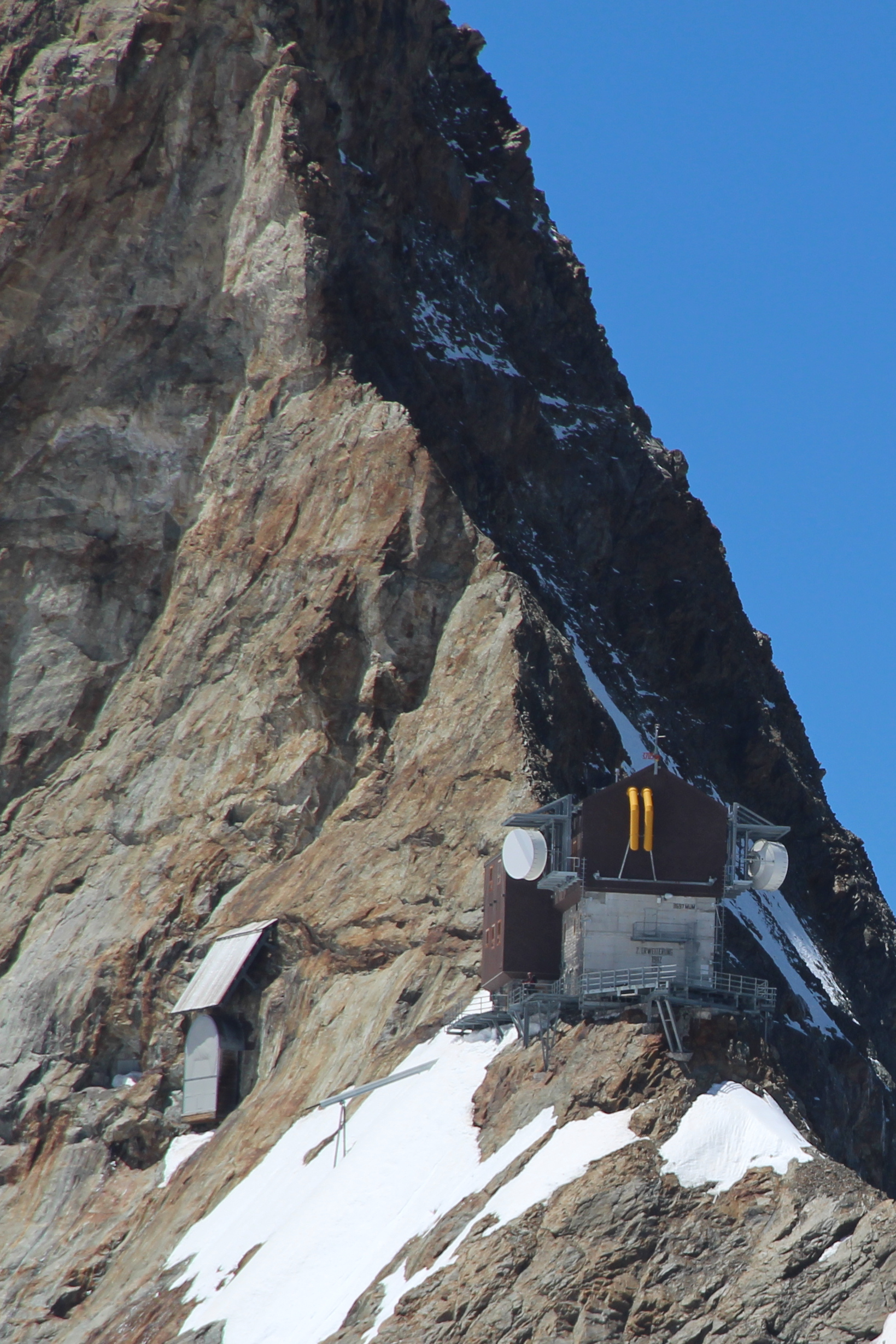
La station relais radio du Jungfraujoch.

La station relais radio du Jungfraujoch (en), construite en 1954 et exploitée jusqu'en 2013 par Swisscom, est sitée en dessus du Jungfraujoch, à une altitude de 3 705 m, ce qui en faisait la plus haute station relais d'Europe. La station est accessible depuis la gare du Jungfraujoch par un tunnel de 560 m de long (fermé au public) qui passe à travers la roche et la glace ; un funiculaire permet ensuite de monter les 240 m de dénivelé conduisant à la station.
À sa construction, c'était la première station qui permettait de relayer des connexions radios à travers les Alpes. Elle a été utilisée pour permettre la transmission de signaux téléphoniques et télévision par micro-ondes, permettant ainsi de connecter l'Allemagne et l'Italie. Elle a également abrité plusieurs relais radioamateurs.
Avec la disponibilité d'autres méthodes de transmission, comme les satellite et les fibres optiques, l'utilité de cette station a diminué au cours du temps, et Swisscom décide en 2009 d'en cesser l'opération en 2013. À la suite de cette annonce, les chemins de fer de la Jungfrau prévoient d'utiliser le bâtiment à des fins touristiques. Depuis 2014, cependant, le bâtiment a été utilisé par la station de recherche pour conduire des expériences scientifiques.

## Tourisme
Le Jungfraujoch est l'un des lieux touristiques les plus visités de Suisse ; entre 2017 et 2019, plus d'un million de personnes s'y est rendu chaque année,.
Un bureau de poste y a été installé, 100 000 cartes postales y sont envoyées chaque année. Plusieurs restaurants sont installés à proximité du glacier, de même que des magasins touristiques (souvenirs, montres et chocolat). Diverses attractions touristiques sont également proposées, dont une grotte de glace, baptisée « le Palais de glace » et un espace muséographique dénommé « Alpine Sensation » qui présente une exposition sur le développement touristique des Alpes et l'histoire du chemin de fer de la Jungfrau.
Une sortie sur un plateau a été aménagée qui permet de se promener dans la neige ou de faire du ski. Un sentier balisé sur le glacier d'Alestch permet de rejoindre le refuge du Mönchsjoch à 3 650 mètres d'altitude en toute sécurité durant la saison estivale.

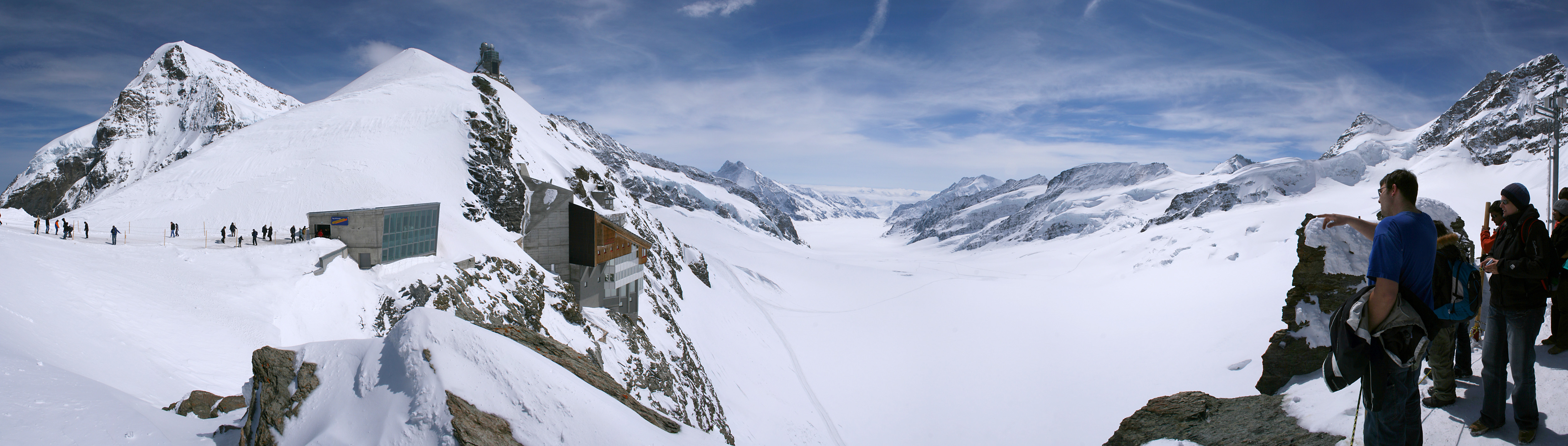
Vue de la Jungfraujoch depuis le col : de gauche à droite, le Mönch, la gare de la Jungfraubahn (avec restaurant panoramique) et l'observatoire du Sphinx (au sommet de la photo), la Konkordiaplatz (« place de la Concorde) » du glacier d'Aletsch, la Jungfrau (à l’extrême-droite au-dessus des personnes) (cliquer sur l'image pour voir les étiquettes descriptives).

## Climat

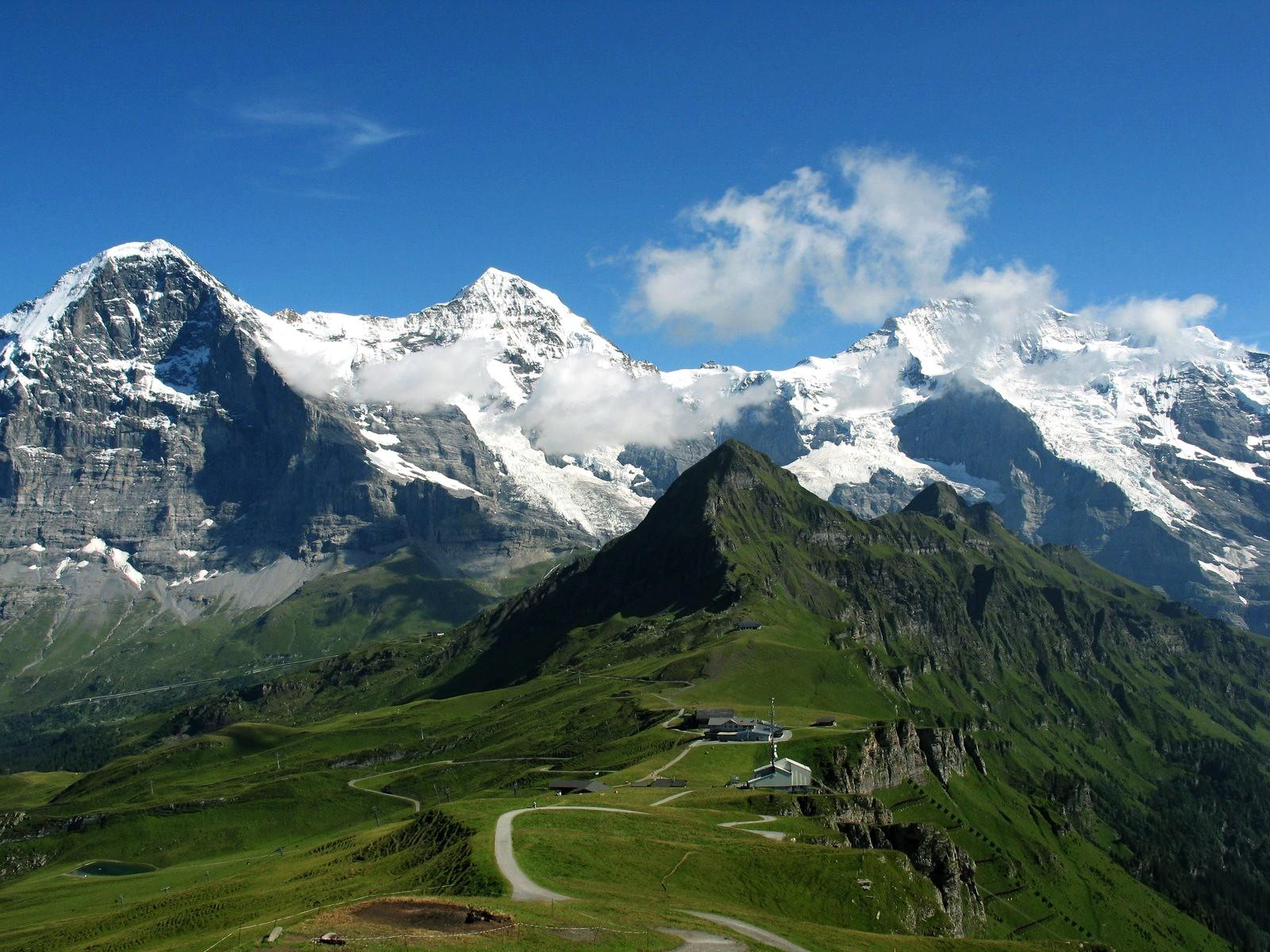
De gauche à droite, l’Eiger, le Mönch, la Jungfraujoch (centre-droit) et la Jungfrau (sommet ennuagé), vus depuis le nord-ouest.

On enregistre à la station météorologique de Jungfraujoch (altitude : 3 580 m) une température moyenne annuelle de −7,2 °C. À titre comparatif, on enregistre à Lhassa, la capitale tibétaine, pourtant située à une altitude voisine (altitude : 3 689 m), une température moyenne annuelle de + 6,2 °C. On compte à Junfraujoch 22,4 jours par an sans gel, uniquement durant les mois d'été. La température maximale journalière y atteint ou dépasse 0 °C 105 jours par an. La pression atmosphérique moyenne y est égale à 653,6 hPa, soit 64 % de la pression atmosphérique au niveau de la mer. Le nombre annuel d'heures d'ensoleillement y est de 1 832 h. La comparaison des normes climatologiques 1961-1990 et 1981-2010 montre une augmentation des températures moyennes mensuelles.
| Mois                              | jan.  | fév.  | mars  | avril | mai  | juin | jui. | août | sep. | oct. | nov.  | déc.  | année |
| --------------------------------- | ----- | ----- | ----- | ----- | ---- | ---- | ---- | ---- | ---- | ---- | ----- | ----- | ----- |
| Température minimale moyenne (°C) | −15,7 | −16,4 | −15,1 | −12,7 | −7,9 | −4,9 | −2,3 | −2,2 | −4,8 | −7,5 | −12,3 | −14,7 | −9,7  |
| Température moyenne (°C)          | −12,8 | −13,6 | −12,4 | −10,2 | −5,5 | −2,4 | 0,1  | 0,1  | −2,5 | −5   | −9,7  | −12   | −7,2  |
| Température maximale moyenne (°C) | −9,7  | −10,5 | −9,4  | −7    | −2,5 | 0,8  | 3,1  | 3    | 0,3  | −2,3 | −6,9  | −8,9  | −4,2  |
| Ensoleillement (h)                | 124   | 125   | 151   | 156   | 161  | 175  | 197  | 196  | 176  | 147  | 116   | 109   | 1 832 |
| Humidité relative (%)             | 63    | 66    | 70    | 74    | 79   | 77   | 75   | 74   | 71   | 67   | 67    | 66    | 71    |

| Mois                              | jan.  | fév.  | mars  | avril | mai  | juin | jui. | août | sep. | oct. | nov.  | déc.  | année |
| --------------------------------- | ----- | ----- | ----- | ----- | ---- | ---- | ---- | ---- | ---- | ---- | ----- | ----- | ----- |
| Température minimale moyenne (°C) | −16,6 | −16,8 | −15,7 | −13,4 | −9   | −5,9 | −3,4 | −3,3 | −5,1 | −7,6 | −12,8 | −15,3 | −10,4 |
| Température moyenne (°C)          | −13,6 | −14,2 | −13,1 | −10,8 | −6,7 | −3,7 | −1,2 | −1,2 | −2,6 | −5,2 | −10,4 | −12,3 | −7,9  |
| Température maximale moyenne (°C) | −10,3 | −10,7 | −9,8  | −7,8  | −3,7 | −0,8 | 1,7  | 1,6  | 0,2  | −2,5 | −7,2  | −9,2  | −4,9  |